# Список объектов всемирного наследия ЮНЕСКО в Лаосе
В списке объектов всемирного наследия ЮНЕСКО в Лаосе значится 3 наименования, что составляет около 0,2 % от общего числа (1248 на 2025 год). Кроме этого, по состоянию на 2019 год, 2 объекта на территории Лаоса находятся в числе кандидатов на включение в список всемирного наследия.

## Список
В данной таблице объекты расположены в порядке их добавления в список всемирного наследия ЮНЕСКО.
| # | Изображение | Название                      | Местоположение          | Время создания | Год внесения в список | №      | Критерии    |
| - | ----------- | ----------------------------- | ----------------------- | -------------- | --------------------- | ------ | ----------- |
| 1 |             | Луангпхабанг Luang Prabang    | Провинция: Луангпхабанг | 698            | 1995                  | № 479  | ii, iv, v   |
| 2 |             | Ват-Пху Vat Phou              | Провинция: Тямпасак     | V век          | 2001                  | № 481  | iii, iv, vi |
| 3 |             | Долина Кувшинов Plain of Jars | Провинция: Сиангкхуанг  | I век          | 2019                  | № 1587 | iii         |

## Кандидаты в список
В таблице объекты расположены в порядке их добавления в предварительный список. В данном списке указаны объекты, предложенные правительством Лаоса в качестве кандидатов на занесение в список всемирного наследия.
| # | Изображение | Название                                                           | Местоположение      | Время создания | Год внесения в список | №      | Критерии |
| - | ----------- | ------------------------------------------------------------------ | ------------------- | -------------- | --------------------- | ------ | -------- |
| 1 |             | Великая ступа во Вьентьяне That Luang de Vientiane                 | Провинция: Вьентьян | 1566           | 1992                  | № 391  | i, iv    |
| 2 |             | Природоохранная зона Хин Нам Но Hin Nam No National Protected Area | Провинция: Кхаммуан | —              | 2016                  | № 6158 | viii, x  |